# 麻子川镇
麻子川镇，是中华人民共和国甘肃省定西市岷县下辖的一个乡镇级行政单位。
2017年，甘肃省民政厅批复同意撤销麻子川乡，设立麻子川镇。

## 行政区划
麻子川镇下辖以下地区：
上沟村、岭峰村、麻子川村、录叶村、吴纳村、绿源村、阴坡村、大草滩村和旋窝村。